# Lotus 18

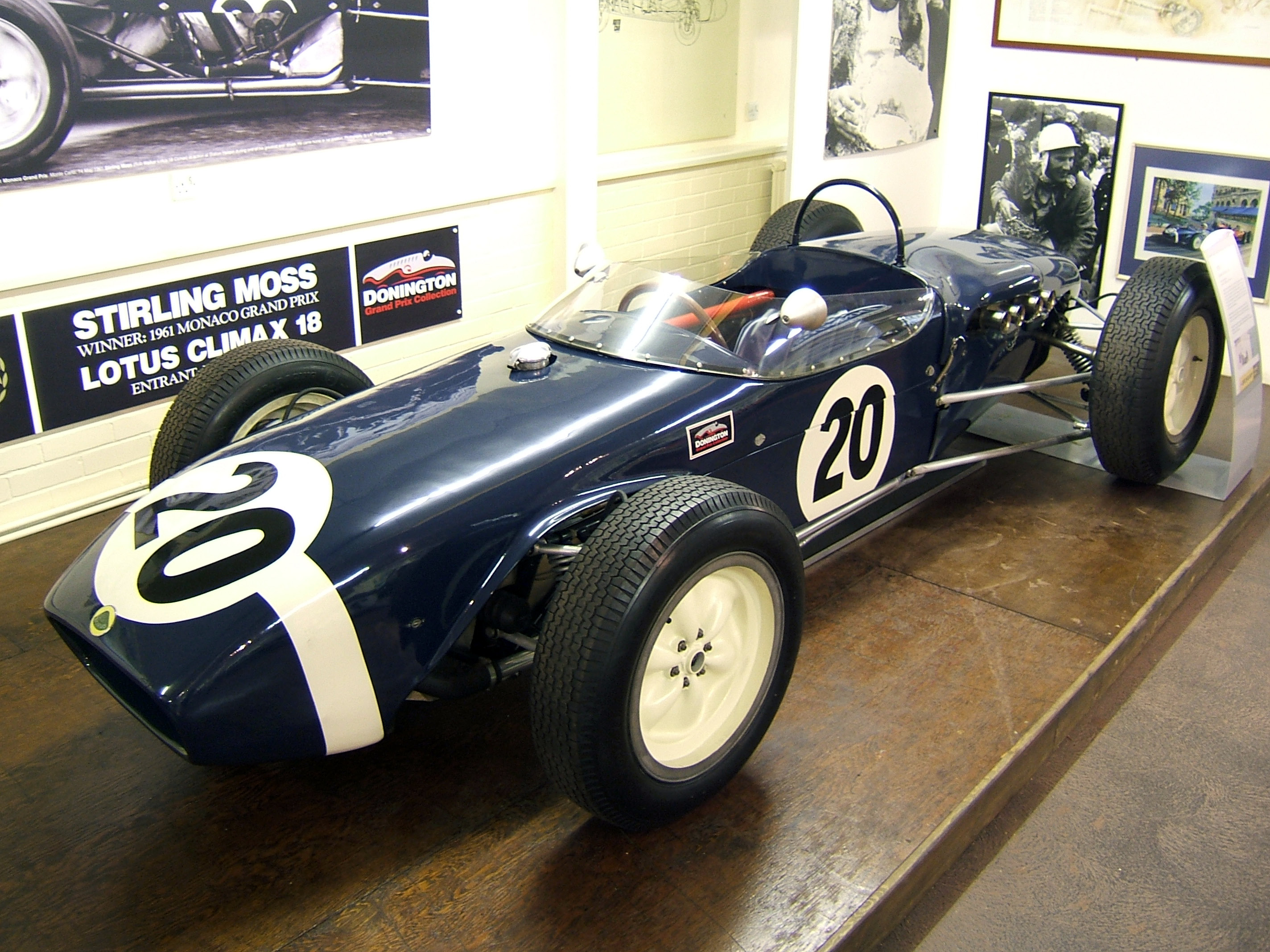
Lotus 18, der Siegerwagen von Stirling Moss beim Großen Preis von Monaco 1960

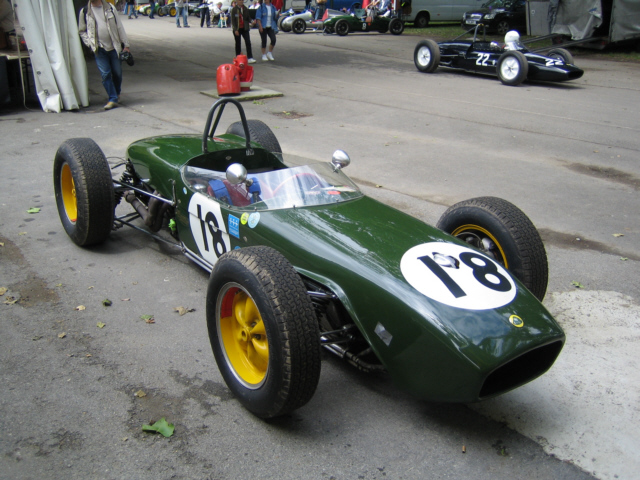
Im Vordergrund ein Lotus 18, im Hintergrund ein Lotus 18/21 mit dem V8-Motor von Climax

Der ab 1960 gebaute Lotus 18 war der erste Mittelmotor-Lotus und ein Meilenstein in der Motorsportgeschichte.

## Entwicklungsgeschichte und Technik
Der Rennwagen hatte einen kompakten Gitterrohrrahmen und war um 27 kg leichter als sein Vorgänger, der Lotus 16. Für die Aufhängung wurden vorne Dreiecksquerlenker ungleicher Länge benutzt, hinten hatte der Wagen unten Dreiecksquerlenker (mit der Spitze nach innen) und Längslenker, oben als Querlenker die Antriebswelle und dazu Längslenker und einen Stabilisator. Alle vier Scheibenbremsen saßen an den Radträgern.
Der Lotus 18 wurde für die Kategorien Formel 1 und Formel 2 mit 4- und später 8-Zylinder-Motoren von Climax sowie für die Formel Junior ab Werk mit Ford-Kent-Motoren aus dem Ford Anglia 105E gebaut. Einige Formel-Junior-Wagen hatten einen BMC-Motor als Antrieb, und der Deutsche Gerhard Mitter vertraute auf einen DKW-Motor.
Den Lotus 18 gab es in den unterschiedlichsten Varianten, da die vielen Privatiers, die den Wagen einsetzten, immer wieder Anpassungen vornahmen. So hatte der 18 von Rob Walker eine völlig andere Kraftübertragung als die Werkswagen. Die exotischsten Varianten hatten Vanwall-, Borgward- oder Maserati-Motoren. 1960 wurden 125 Stück von diesem Rennwagen gebaut. Das ergibt eine Produktion von mindestens zwei Wagen pro Woche, eine sehr hohe Anzahl für einen kleinen Rennwagenhersteller wie Lotus.

## Renngeschichte
Innes Ireland war der Debütfahrer des Werks-18. Beim Großen Preis von Argentinien zu Beginn des Jahres 1960 lag er kurz in Führung und wurde am Ende Sechster. Es folgten Siege sowohl in der Formel 1 als auch beim Formel-2-Osterrennen in Thruxton. Stirling Moss siegte beim Großen Preis von Monaco im 18er von Rob Walker und feierte damit den ersten Sieg für Lotus in der Formel-1-Weltmeisterschaft. In der Konstrukteursweltmeisterschaft wurde Lotus 1960 Zweiter hinter Cooper.
1961 bekamen die Werkswagen eine überarbeitete Karosserie. In der Formel 1 liefen die Rennwagen teilweise unter der Bezeichnung Lotus 18/21, was in der Regel auf ein Privatfahrzeug und den V8-Motor von Climax hinwies und auf ein adaptiertes Fahrgestell aus dem Lotus 21. In der Formel Junior war der Wagen nicht zu schlagen und wurde dort überwältigend erfolgreich.
Zwei Lotus 18 mit Borgward-Motor wurden 1963 und 1964 von dem deutschen Team Borgward-Kuhnke-Lotus zu mehreren Motorsportveranstaltungen gemeldet, unter anderem zum Großen Preis von Deutschland 1963.